# Vitória Rosa
Vitória Cristina Rosa (Rio de Janeiro, 12 de janeiro de 1996) é uma velocista olímpica brasileira. Representou o Brasil nos Jogos Olímpicos de Verão de 2016 na prova de 200 metros feminino do atletismo.

## Carreira

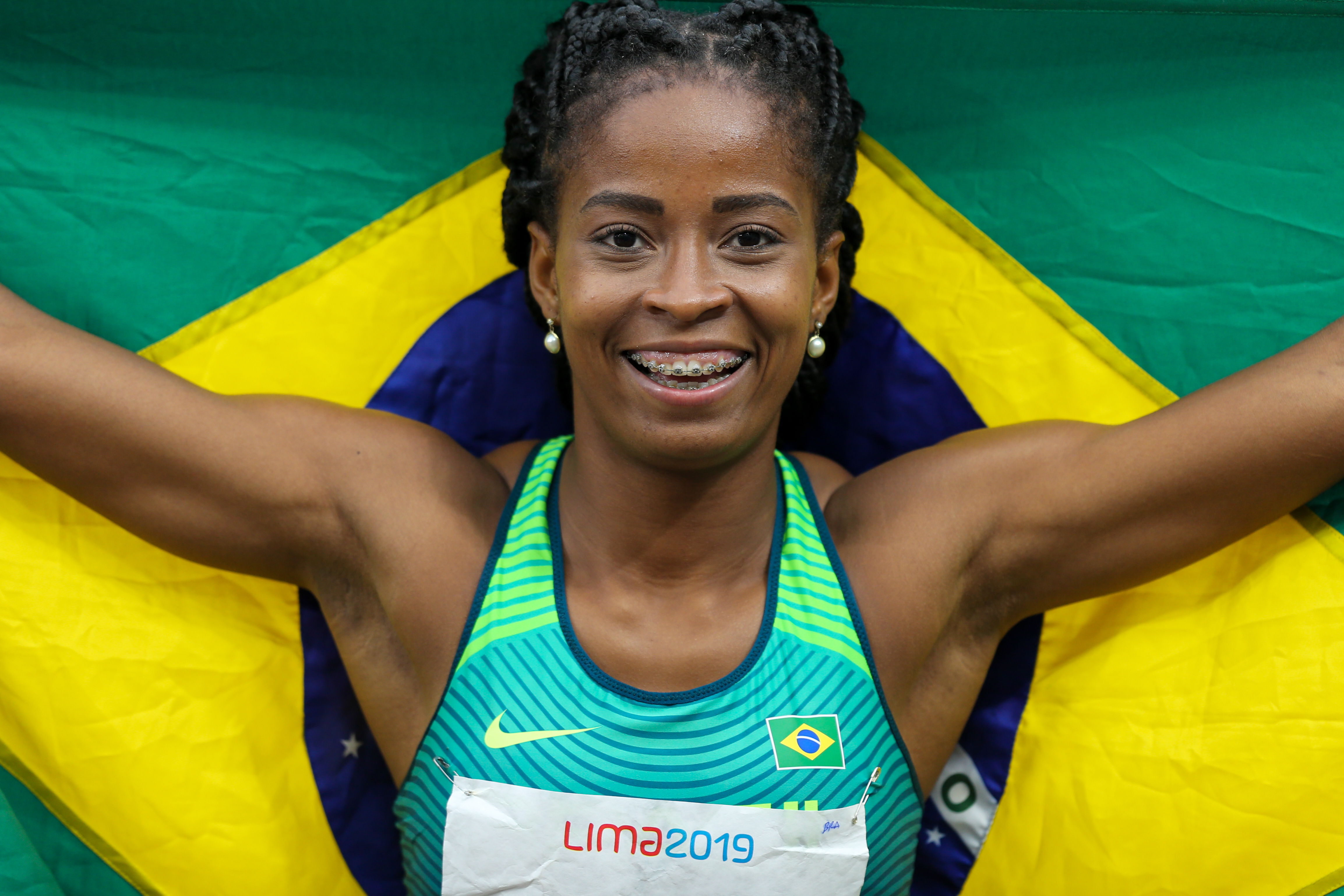
Vitória Rosa Cristina (Brasil), medalha de bronze nos 100m rasos feminino do atletismo dos Jogos Pan-Americamos Lima 2019

Vitória começou a praticar atletismo em 2010, aos 14 anos, atendendo ao convite de uma professora de educação física. Três anos depois já estaria disputando o Mundial Juvenil de Atletismo em Donetsk, na Ucrânia. No ano seguinte, Vitória competiu no Mundial Júnior em Eugene, Estados Unidos.
Em 2015 participou dos Jogos Pan-Americanos e do seu primeiro mundial adulto de atletismo, competições no quais disputou os 200 metros e o revezamento 4x100.
Com índice para os Jogos Olímpicos de Verão de 2016, Vitória disputou os 200 metros feminino não conseguindo se classificar às semifinais. Em 2017 competiu pela segunda vez em uma edição do mundial de atletismo, competição em que atingiu as semifinais dos 200 metros rasos e a final do revezamento 4x100 metros.
Em 2018 competiu no Mundial de Atletismo Indoor, em Birmingham, caindo nas eliminatórias dos 60 metros rasos.
Em 18 de março de 2022, nas semifinais do Campeonato Mundial de Atletismo em Pista Coberta de 2022. ela quebrou o Recorde Sul-americano nos 60 metros, com o tempo de 7s14. Ela terminou em 8º lugar na final, o melhor resultado da história do Brasil nesta competição no Campeonato Mundial de Atletismo Indoor. 
Em 19 de julho de 2022, nas semifinais do Campeonato Mundial de Atletismo de 2022, ela quebrou o Recorde Sul-americano dos 200 metros, com o tempo de 22s47. Ela terminou em 12º nas semifinais, quase igualando a melhor posição brasileira da história da prova (11º lugar).

## Resultados internacionais
| Ano                     | Competição                          | Local                   | Posição                 | Evento                  | Notas                   |
| Representante do Brasil | Representante do Brasil             | Representante do Brasil | Representante do Brasil | Representante do Brasil | Representante do Brasil |
| ----------------------- | ----------------------------------- | ----------------------- | ----------------------- | ----------------------- | ----------------------- |
| 2013                    | Campeonato Mundial Juvenil          | Donetsk                 | 15º (sf)                | 100 m                   | 11.98                   |
| 2013                    | Campeonato Mundial Juvenil          | Donetsk                 | 8º (q)                  | Revezamento medley      | 2:11.20                 |
| 2014                    | Campeonato Mundial Júnior           | Eugene                  | 11º (sf)                | 100 m                   | 11.75                   |
| 2014                    | Campeonato Mundial Júnior           | Eugene                  | 15º (sf)                | 200 m                   | 24.01                   |
| 2014                    | Campeonato Mundial Júnior           | Eugene                  | 3º (q)                  | Revezamento 4x100 m     | 44.61                   |
| 2014                    | Campeonato Sul-Americano Sub-23     | Montevidéu              | 3º                      | 100 m                   | 11.64                   |
| 2014                    | Campeonato Sul-Americano Sub-23     | Montevidéu              | 1º                      | Revezamento 4x100 m     | 45.44                   |
| 2015                    | Campeonato Sul-Americano Junior     | Cuenca                  | 2º (q)                  | 100 m                   | 11.36                   |
| 2015                    | Campeonato Sul-Americano Junior     | Cuenca                  | 2º                      | 200 m                   | 23.48                   |
| 2015                    | Campeonato Sul-Americano Junior     | Cuenca                  | 1º                      | Revezamento 4x100 m     | 44.67                   |
| 2015                    | Campeonato Sul-Americano            | Lima                    | 4º                      | 100 m                   | 11.66                   |
| 2015                    | Campeonato Sul-Americano            | Lima                    | 2º                      | Revezamento 4x100 m     | 44.43                   |
| 2015                    | Campeonato Pan-Americano Junior     | Edmonton                | 5º                      | 100 m                   | 11.58                   |
| 2015                    | Campeonato Pan-Americano Junior     | Edmonton                | 2º                      | 200 m                   | 23.42                   |
| 2015                    | Jogos Pan-Americanos de 2015        | Toronto                 | 14º (sf)                | 200 m                   | 23.14 (w)               |
| 2015                    | Jogos Pan-Americanos de 2015        | Toronto                 | 4º                      | Revezamento 4x100 m     | 43.01                   |
| 2015                    | Campeonato Mundial de Atletismo     | Pequim                  | 37º (q)                 | 200 m                   | 23.32                   |
| 2015                    | Campeonato Mundial de Atletismo     | Pequim                  | 9º (q)                  | Revezamento 4x100 m     | 43.15                   |
| 2016                    | Campeonato Ibero-americano          | Rio de Janeiro          | 11º (q)                 | 200 m                   | 23.95                   |
| 2016                    | Jogos Olímpicos                     | Rio de Janeiro          | 47º (q)                 | 200 m                   | 23.35                   |
| 2016                    | Campeonato Sul-Americano Sub-23     | Lima                    | 1º                      | 200 m                   | 23.95                   |
| 2016                    | Campeonato Sul-Americano Sub-23     | Lima                    | 2º                      | Revezamento 4x100 m     | 45.74                   |
| 2017                    | Mundial de Revezamentos             | Nassau                  | 8º (q)                  | Revezamento 4x100 m     | 44.20                   |
| 2017                    | Campeonato Sul-Americano            | Assunção                | 1º                      | 200 m                   | 22.67 (w)               |
| 2017                    | Campeonato Sul-Americano            | Assunção                | 1º                      | Revezamento 4x100 m     | 43.12                   |
| 2017                    | Campeonato Mundial                  | Londres                 | 19º (sf)                | 200 m                   | 23.31                   |
| 2017                    | Campeonato Mundial                  | Londres                 | 7º                      | Revezamento 4x100 m     | 42.63                   |
| 2018                    | Campeonato Mundial em Pista Coberta | Birmingham              | 34º (q)                 | 60 m                    | 7.39                    |
| 2019                    | Mundial de Revezamento              | Yokohama, Japão         | 4th                     | 4 × 100 m               | 43.75                   |
| 2019                    | South American Championships        | Lima, Peru              | 1st                     | 100 m                   | 11.24                   |
| 2019                    | South American Championships        | Lima, Peru              | 1st                     | 200 m                   | 22.90                   |
| 2019                    | Universiade                         | Naples, Italy           | 5th                     | 100 m                   | 11.41                   |
| 2019                    | Jogos Pan-Americanos                | Lima, Peru              | 3rd                     | 100 m                   | 11.30                   |
| 2019                    | Jogos Pan-Americanos                | Lima, Peru              | 2nd                     | 200 m                   | 22.62                   |
| 2019                    | Jogos Pan-Americanos                | Lima, Peru              | 1st                     | 4 × 100 m               | 43.04                   |
| 2019                    | Campeonato Mundial de Atletismo     | Doha, Qatar             | 33rd (h)                | 100 m                   | 11.41                   |
| 2019                    | Campeonato Mundial de Atletismo     | Doha, Qatar             | 41st (h)                | 200 m                   | 23.81                   |
| 2019                    | Campeonato Mundial de Atletismo     | Doha, Qatar             | –                       | 4 × 100 m               | DQ                      |
| 2021                    | Mundial de Revezamentos             | Chorzów, Polônia        | –                       | 4 × 100 m               | DQ                      |
| 2021                    | Campeonato Sul-Americano            | Guayaquil, Equador      | 1st                     | 100 m                   | 11.31                   |
| 2021                    | Campeonato Sul-Americano            | Guayaquil, Equador      | 1st                     | 200 m                   | 23.10                   |
| 2021                    | Jogos Olímpicos                     | Tóquio, Japão           | 34th (h)                | 200 m                   | 23.59                   |
| 2021                    | Jogos Olímpicos                     | Tóquio, Japão           | 11th (h)                | 4 × 100 m               | 43.15                   |
| 2022                    | Campeonato Mundial Indoor           | Belgrado, Sérvia        | 8th                     | 60 m                    | 7.21                    |
| 2022                    | Campeonato Ibero-Americano          | La Nucía, Espanha       | 1st                     | 100 m                   | 11.22                   |
| 2022                    | Campeonato Ibero-Americano          | La Nucía, Espanha       | 1st                     | 200 m                   | 23.53                   |
| 2022                    | Campeonato Mundial                  | Eugene, EUA             | 23rd (h)                | 100 m                   | 11.20                   |
| 2022                    | Campeonato Mundial                  | Eugene, EUA             | 12th (sf)               | 200 m                   | 22.47                   |
| 2022                    | Jogos Sul-Americanos                | Asunción, Paraguai      | 9th (h)                 | 100 m                   | 12.26                   |
| 2023                    | Campeonato Sul-Americano            | São Paulo, Brasil       | 1st                     | 100 m                   | 11.17                   |
| 2023                    | Campeonato Sul-Americano            | São Paulo, Brasil       | 1st                     | 4 × 100 m               | 43.47                   |
| 2023                    | Campeonato Mundial                  | Budapeste, Hungria      | 42nd (h)                | 100 m                   | 11.57                   |
| 2023                    | Campeonato Mundial                  | Budapeste, Hungria      | 44th (h)                | 200 m                   | 23.86                   |
| 2023                    | Campeonato Mundial                  | Budapeste, Hungria      | 15th (h)                | 4 × 100 m               | 43.46                   |
| 2024                    | World Indoor Championships          | Glasgow, United Kingdom | 33rd (h)                | 60 m                    | 7.32                    |
| 2024                    | Campeonato Ibero-Americano          | Cuiabá, Brasil          | 2nd                     | 100 m                   | 11.23                   |
| 2024                    | Campeonato Ibero-Americano          | Cuiabá, Brasil          | 1st                     | 4 × 100 m               | 43.54                   |
| 2024                    | Jogos Olímpicos                     | Paris, França           | 68th (h)                | 100 m                   | 12.02                   |

## Melhores marcas pessoais
A tabela a seguir lista as melhores marcas de Vitória Rosa por prova:
| Prova              | Marca     | Local                 | Data                 |
| ------------------ | --------- | --------------------- | -------------------- |
| 100 metros         | 11,24 s   | São Bernardo do Campo | 9 de junho de 2017   |
| 200 metros         | 22,93 s   | São Bernardo do Campo | 11 de junho de 2017  |
| 4x100 metros       | 42,63 s   | Londres               | 12 de agosto de 2017 |
| Revezamento medley | 2:11.20 m | Donetsk               | 13 de julho de 2013  |